# Chapelle Sainte-Anne de l'Île-de-Batz
Pour les articles homonymes, voir Chapelle Sainte-Anne.
La chapelle Sainte-Anne de l'Île-de-Batz est une chapelle de l'Église catholique située dans la commune française de l'Île-de-Batz, sur l'île éponyme. Ses ruines sont les vestiges d'une très ancienne église Saint-Paul-Aurélien érigée aux Xe ou XIe siècle.

## Présentation
Des ruines enserrées dans les dunes sont celles d'une très ancienne église romane autrefois dédiée à saint Paul Aurélien. Elles sont classées au titre des monuments historiques par arrêté du 30 juillet 1980. Au-dessus de ces ruines se dresse la chapelle Sainte-Anne, qui est, avec le phare, l'un des deux monuments classé de l'île. Elle se situe au bord de l'anse de Pénity, à l’extrémité sud de l'île, près du jardin tropical Georges-Delaselle.
Un pardon à sainte Anne, patronne de la Bretagne, a lieu tous les ans le dernier dimanche de juillet. Une procession vient jusqu'à la chapelle où la messe est célébrée en plein air.

## Historique

### Origine légendaire
Une légende est rapportée dans la Vie de saint Paul Aurélien, écrite en 884 par Gurmonoc (Wrmonoc), un religieux de l'abbaye Saint-Guénolé de Landévennec. Un dragon faisait régner la terreur sur l'île. Le machtiern Withur (Gwithur), un cousin du saint, prie celui-ci de l'en débarrasser. Saint Paul passa son étole autour du cou du dragon, le conduisit jusqu'à l'extrémité nord de l'île et le jeta dans la mer au lieu-dit « Toul-ar-Serpan » (le « trou du serpent »). L'étole miraculeuse est actuellement conservée dans l'église paroissiale, mais cette étoffe orientale brodée, bien que très ancienne, date en fait du VIIIe siècle.
En remerciement, le comte donna l'île à saint Paul qui y construisit un monastère. Après avoir été évêque de Saint-Pol-de-Léon, il se retire dans son monastère de l'île de Batz où il serait mort centenaire le 12 mars 594 (date de sa fête), selon le chanoine Aubert. Ce monastère subsista jusqu'aux invasions vikings qui le détruisent en 878 et font de l'île une de leurs bases d'où partent les raids vers le continent. Les reliques du saint ont été transférées au monastère Saint-Florent de Fleury-sur-Loire.
Après la victoire de Trans[Quoi ?] sur les Normands en 939, Le duc Alain Barbetorte refonde l'église de Batz. Cette église romane est bâtie à l'emplacement du monastère fondé par Paul Aurélien, l’un des sept saints fondateurs de la Bretagne, vénéré à la Cathédrale Saint-Paul-Aurélien de Saint-Pol-de-Léon lors du Tro Breiz (Tour de Bretagne).

### Coexistence de différents lieux de culte
Marc Déceneux attribue la construction de l'église au mécénat du comte de Rennes Juhel Beranger, qui tient sa cour non loin, à Lanmeur, pendant le dernier quart du Xe siècle,, mais cette datation haute ne fait pas l’unanimité, d'autres historiens y voyant un édifice du XIe siècle.
L’anse du Pénity abrite alors le principal foyer de population de l'île. Autour d'un cimetière sablonneux se trouvaient l'église Saint-Paul-Aurélien (actuelle chapelle Sainte-Anne) et une autre église plus petite, Notre-Dame-du-Penity, détruite à la fin du XVIIIe siècle. Près de celle-ci, un rocher nommé Roc’h-ar-Bedy était selon la tradition le lieu de prière et de pénitence du saint.
Jusqu’au XVIe siècle, Saint-Pol est l'église d'un prieuré dépendant de l'abbaye Saint-Melaine de Rennes, appelé prieuré de Bath-Paul, puis se détache de l'abbaye.

### Ensablement de lieux de culte
Vers 1550, une régression marine liée au Petit Âge glaciaire entraine un phénomène d'ensablement en de nombreux points des côtes léonardes. Les dunes envahissant le Pénity, la population se déplace progressivement vers l'emplacement du bourg actuel, autour d'une chapelle du XIIe siècle, Notre-Dame-de-Bonne-Nouvelle. Or, même si elle présente l'inconvénient de se trouver dorénavant à l'opposé du bourg, l'église Saint-Paul-Aurélien reste l'église principale de l’île et la seule suffisamment grande pour contenir tous les habitants. Elle sert de lieu de culte principal jusqu’en 1786. Elle est en effet réquisitionnée alors par le roi pour servir de dépôt de munition et toute remplie d'affûts de canon, comme s'en plaint Mgr. de La Marche, dans un aveu de 1788. 
Les deux églises de l'anse du Pénity sont détruites par les soldats pendant la Révolution, comme l'écrit le recteur, M. Jean Le Saout le 8 février 1804. Le service y étant désormais impossible, les habitants se reportent sur la chapelle Notre-Dame-de-Bonne-Nouvelle, dans le bourg de l'île, bien qu’elle soit trop petite pour contenir les 1 000 habitants.
Les ruines de l'église Saint-Pol abandonnée sont en outre recouvertes par les dunes, sous plus de trois mètres de sable.

### Désensablement de l'église Saint-Pol
Lors de son désensablement en 1860, l'église Saint-Pol apparaît presque intacte bien qu'étant restée à ciel ouvert. Cependant, l’opération de désensablement est malheureusement conduite en dépit du bon sens, car on procède d'abord à l'excavation de la nef, ce qui provoque l'effondrement d’une grande partie de l'édifice sous la pression du sable à l'extérieur. L'abside quant à elle, intacte, est transformée en oratoire dédié à sainte Anne.
Menacées d'éboulement, les ruines sont progressivement restaurées depuis 2016.

## Description
L’église est en croix latine à transept faible, avec chœur en abside semi-circulaire et une absidiole sur chaque bras du transept. Édifiée dans la première période de l’architecture romane en Bretagne, elle n’a semble-il pas subi de modification majeure dans les siècles postérieurs. La datation de l’édifice fait débat, entre la fin du Xe siècle et la seconde moitié du XIe siècle.

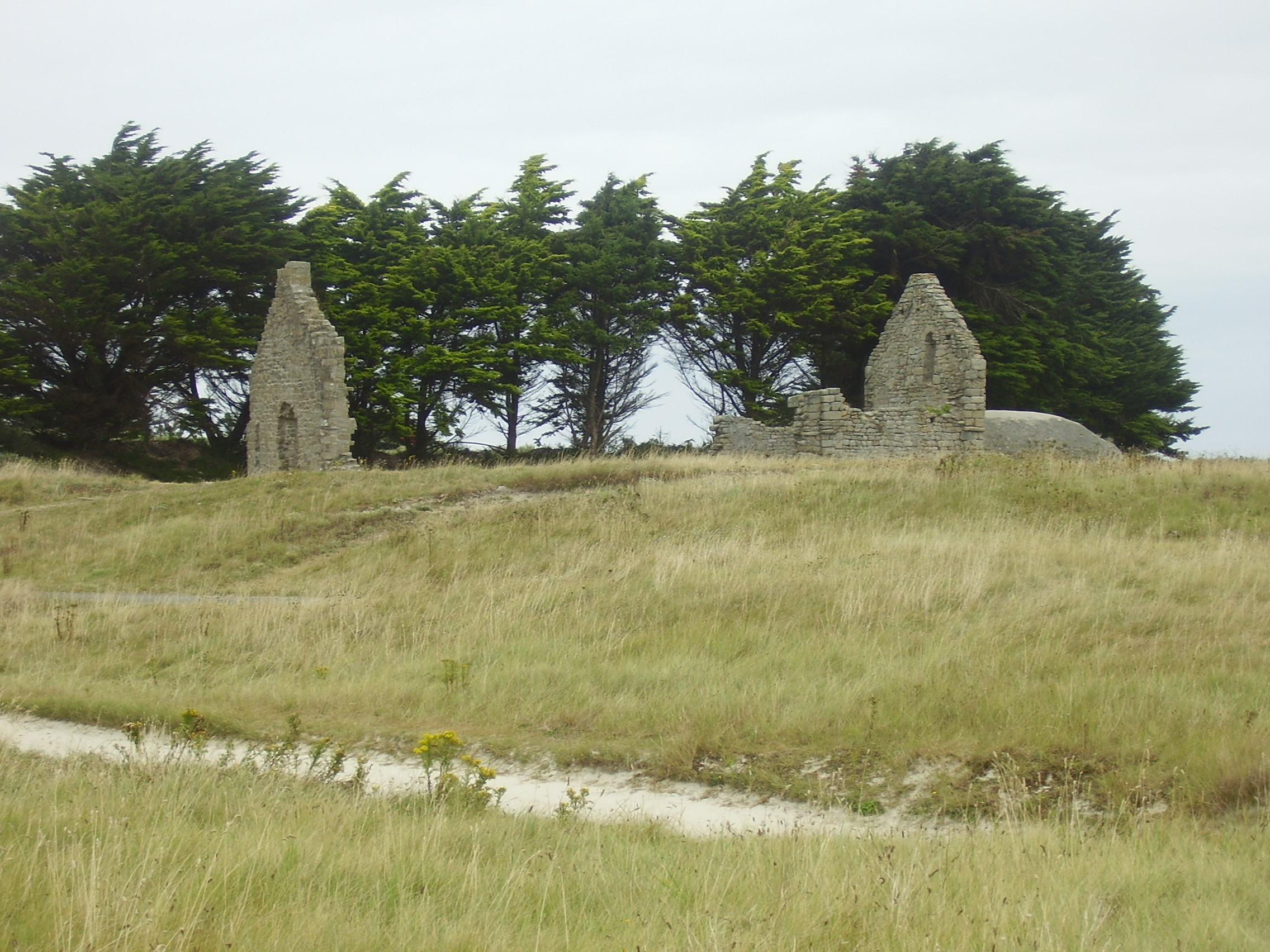
La chapelle ensablée.
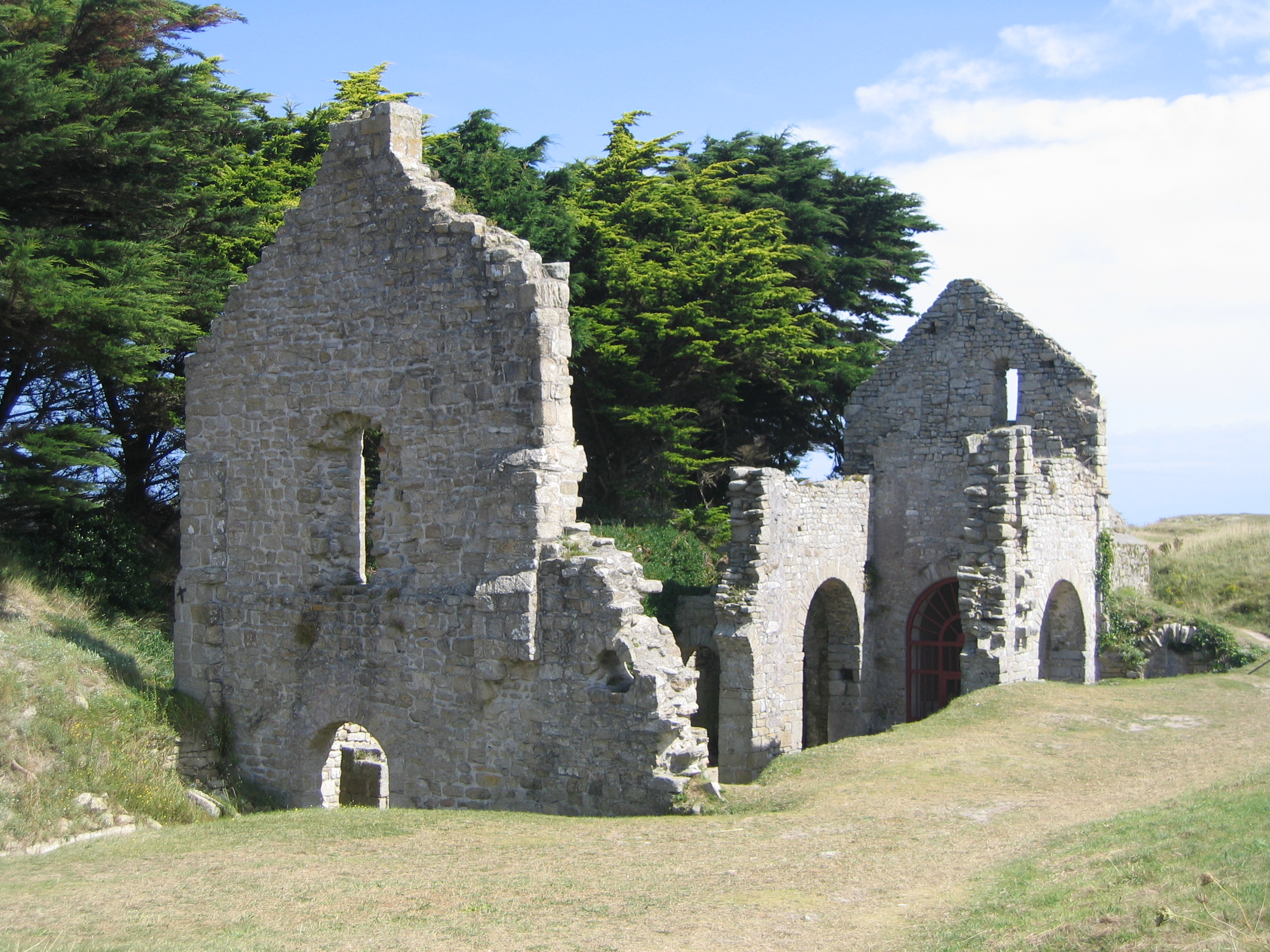
Le pignon ouest.
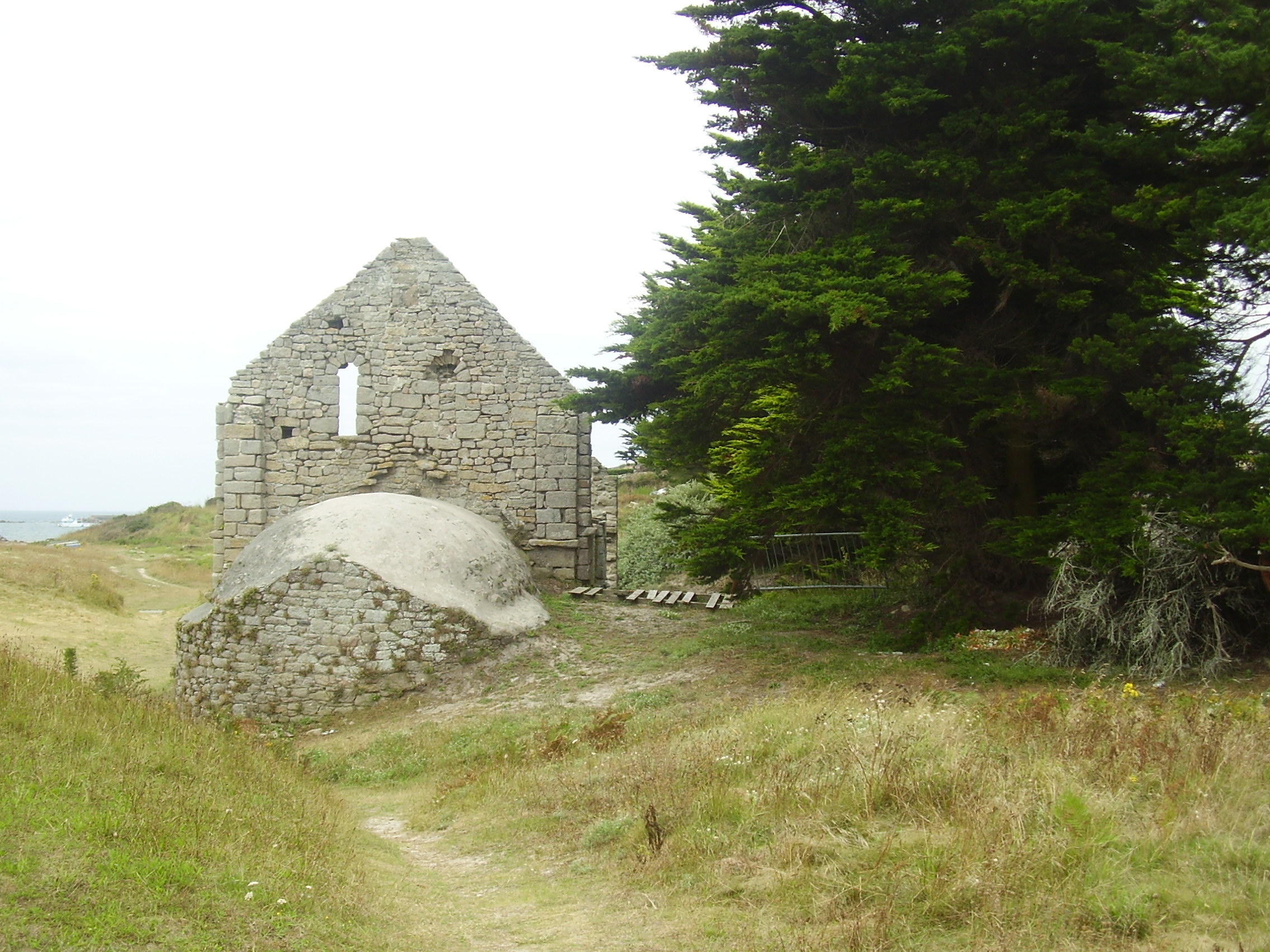
Abside de la chapelle.

### Extérieur
La façade ouest surmontée d’un campanile dont il reste la base. Elle est contrebutée par deux contreforts plats à la jonction de la nef et des bas-côtés et percée d’une porte et d’une fenêtre axiale de pleins cintres. Un oculus s’ouvre dans le mur du bas-côté sud. Les murs sont montés en petits moellons irréguliers.

### Intérieur
L’édifice fait 28 mètres de longueur. La nef fait 4,5 mètres de large et les bas-côtés 1,90.
La nef, le transept et les bas-côtés étaient couverts d’une charpente.
La nef de cinq travées s’ouvrait sur les bas-côtés par des arcs fourrés de plein cintre à simple rouleau dont il reste la naissance contre le mur ouest. Les arcs retombent directement sur des piles maçonnées, rectangulaires, faisant 1 mètre par 0,75 et espacées de 2 mètres. Les vestiges ne permettent pas de déterminer avec certitude s’il existait des fenêtres hautes au dessus des arcades, disposition habituelle des églises du premier âge roman breton (abbatiale Saint-Mélaine de Rennes, église Saint-Gal de Langast, abbatiale de Locmaria à Quimper…), mais leur existence semble probable, le profil du pignon montrant un net décrochement de la nef par rapport aux bas-côtés, plus bas.
Le transept, peu marqué, est formé de deux croisillons bas et peu saillants avec absidiole. Il donne sur le volume principal par des arcades d’une dimension à peine supérieure à celle de la nef dont il n’est pas séparé par un arc diaphragme ni tour de croisée, contrairement au plan habituel des églises romanes bretonnes, donnant la sensation d’un volume continu jusqu’au chœur. Les bras du transept formaient deux chapelles latérales basses, de même hauteur que les bas-côtés. Cette organisation archaïque de tradition carolingienne se retrouve dans l’abbatiale Saint-Michel de Cuxa, édifiée en 956.
Les piles du transept possèdent des tailloirs simples, contrairement à ceux de la nef. Des motifs géométriques sont sculptés sur le tailloir du bras du transept nord. La nef s’achève par un haut mur percé par un grand arc de plein cintre ouvrant sur le chœur, surmonté de deux petites fenêtres ébrasées en haut du pignon.
Le chœur est formé d’une travée couverte en berceau prolongé par une abside voûtée en cul-de-four.
Au pied de l’autel, dalle funéraire gravée. 

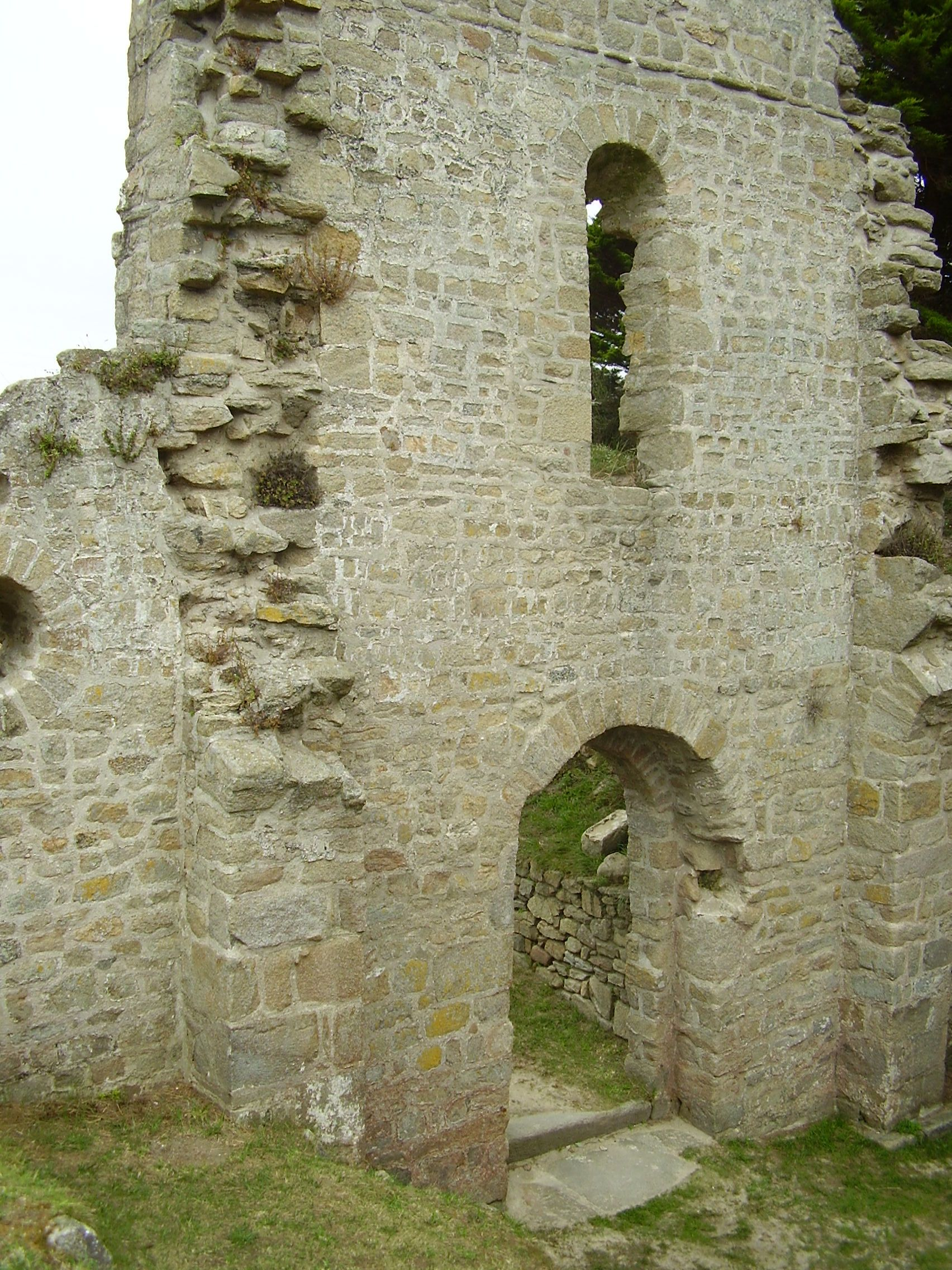
La façade ouest.
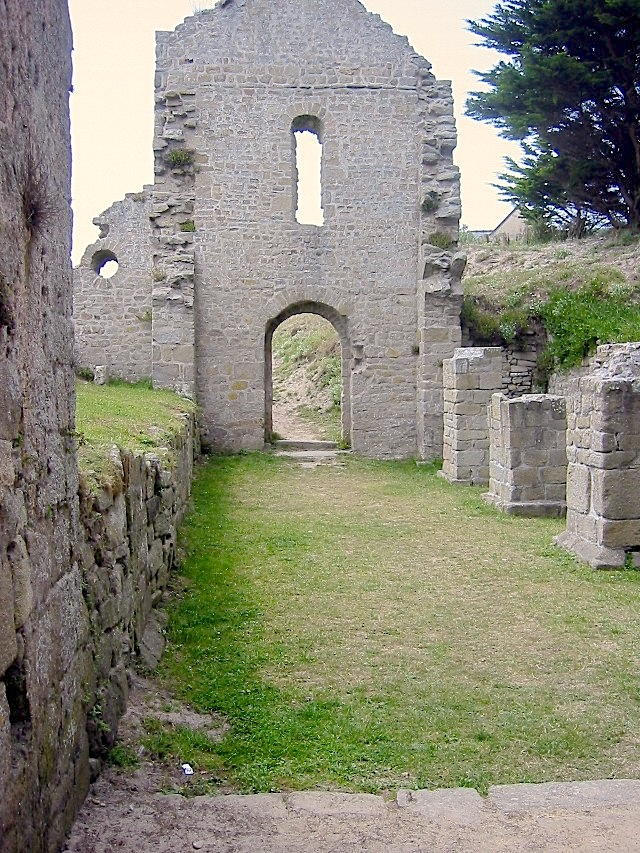
Façade ouest vue de la nef.
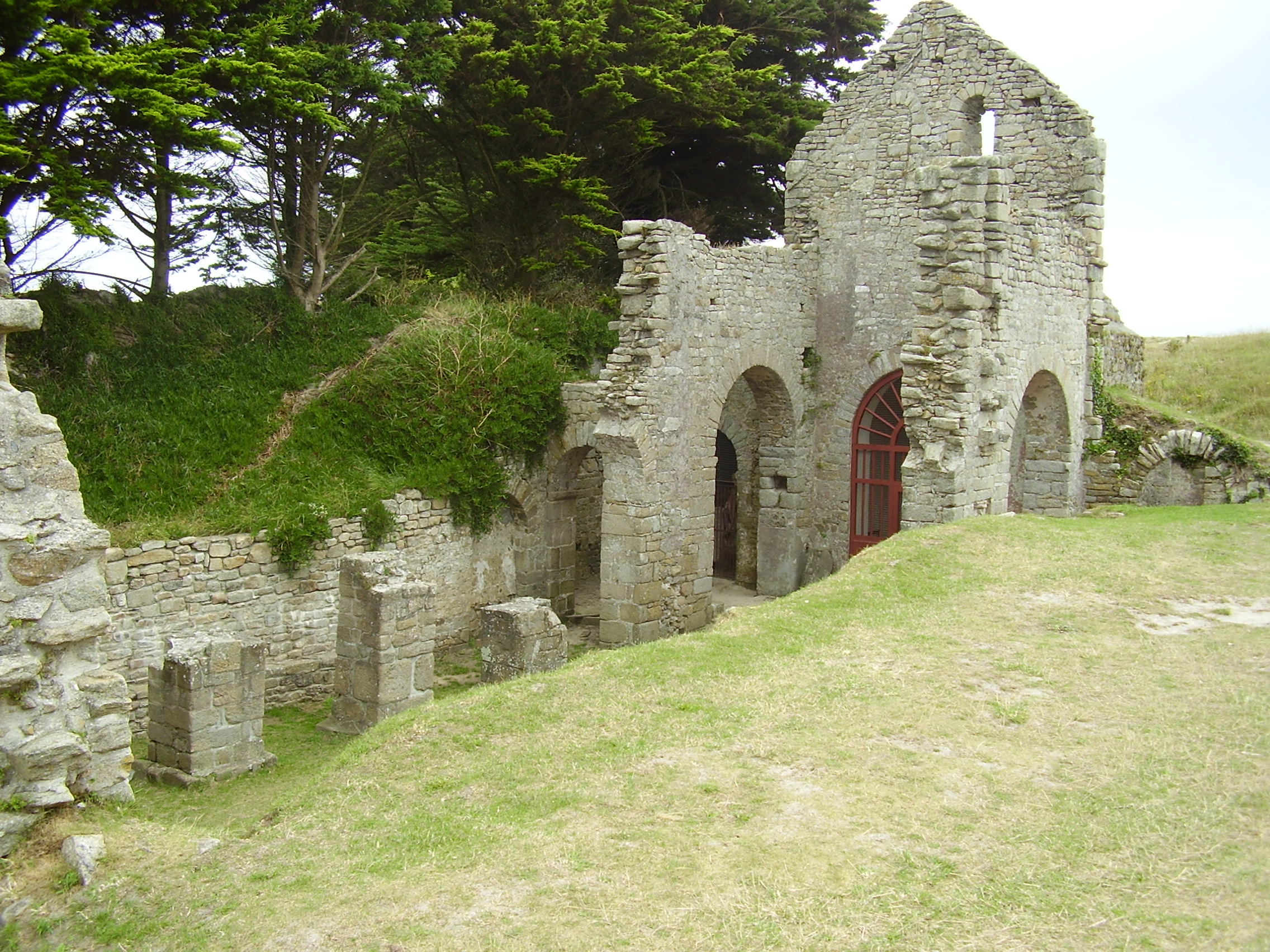
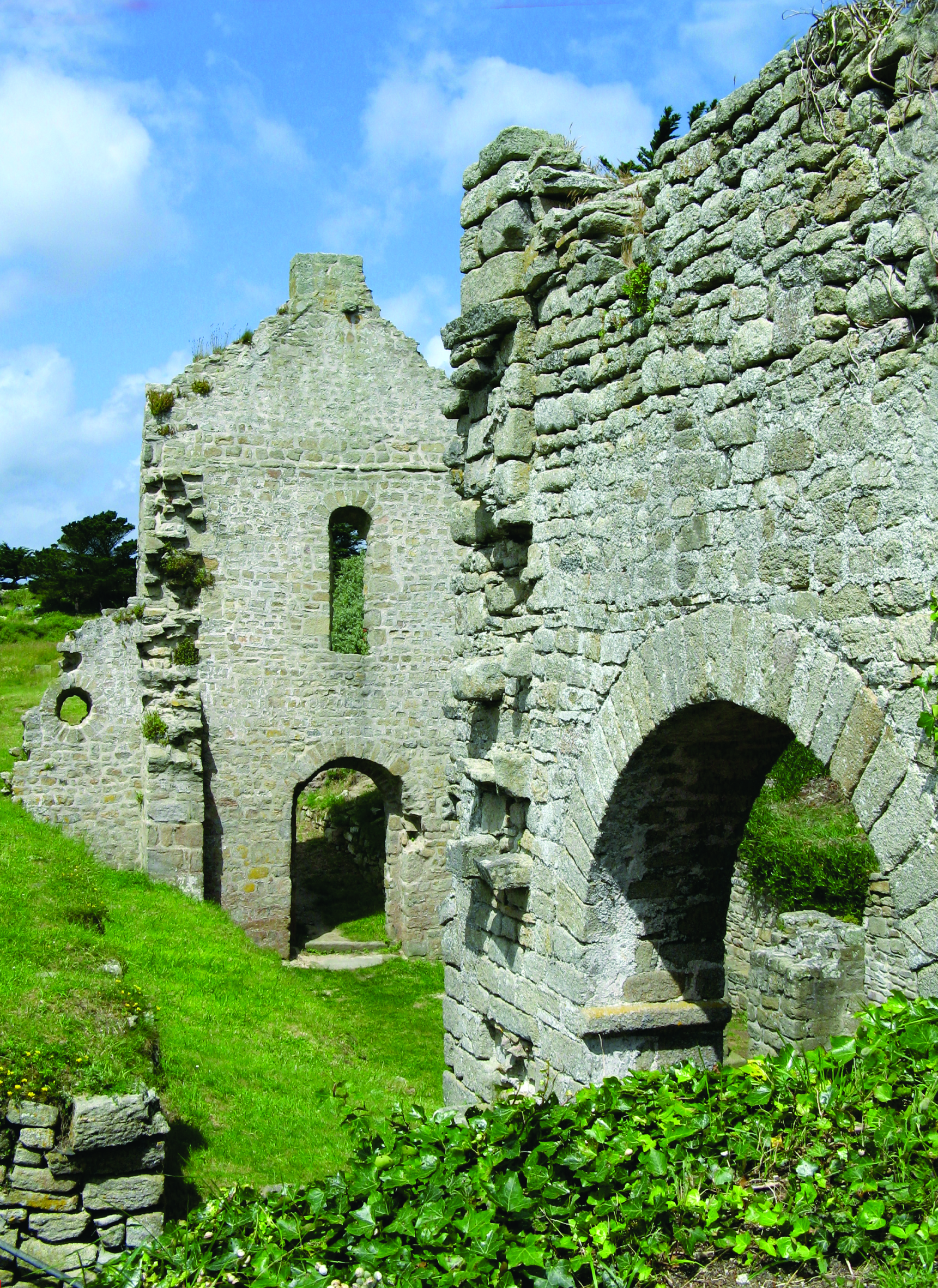
Arc du transept sud.
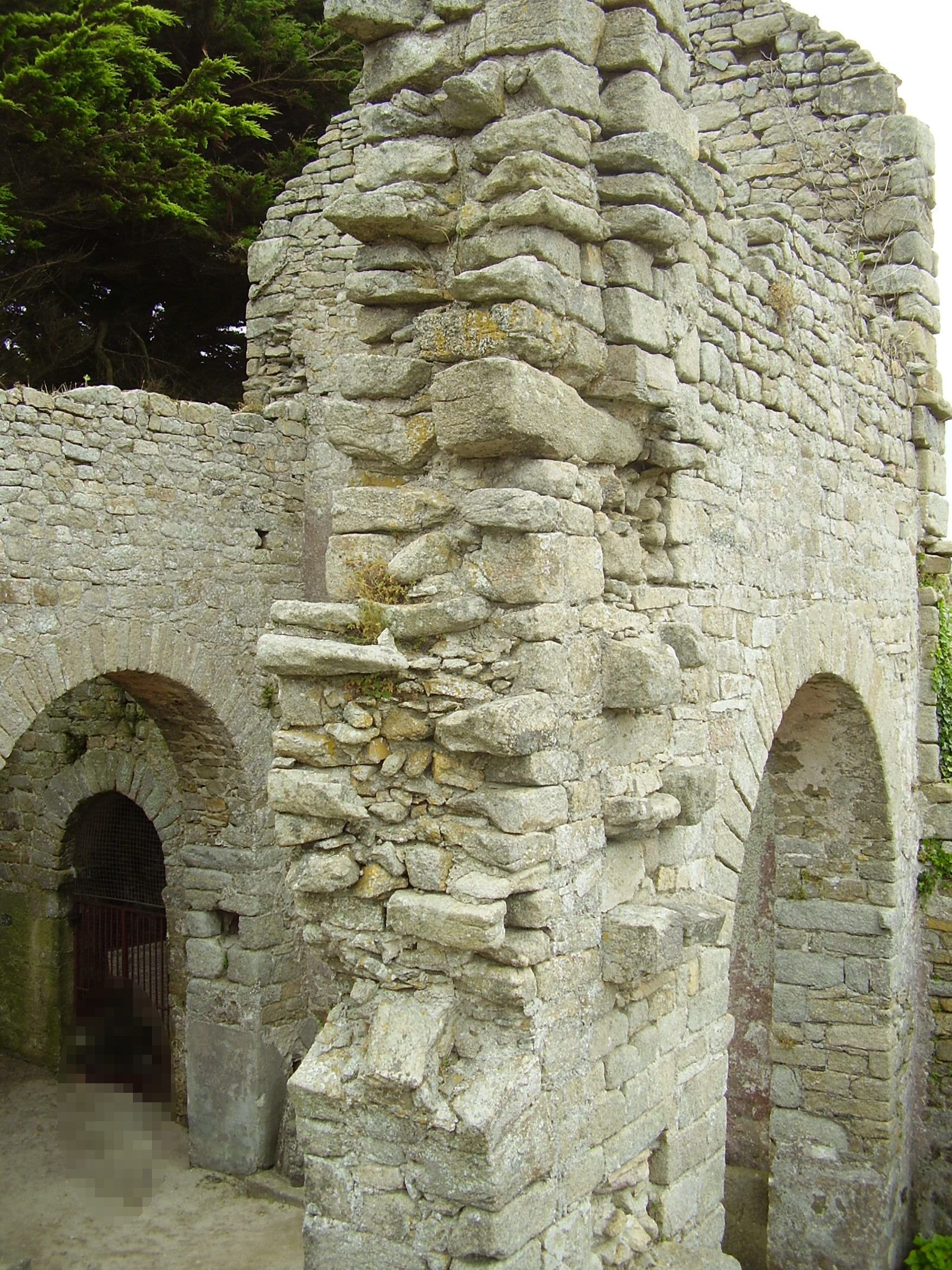
Le transept.
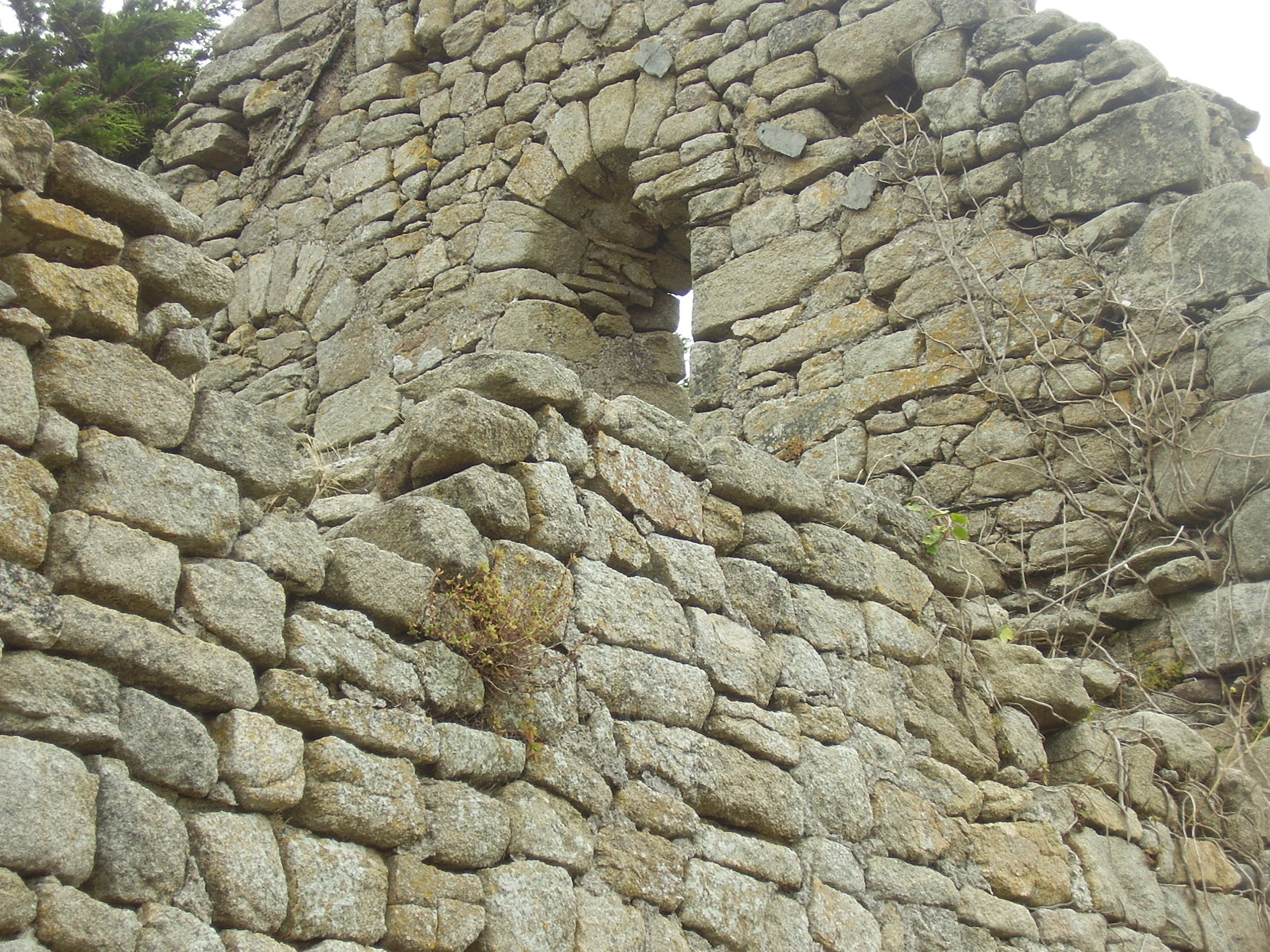
Fenêtre du pignon est.